# Йохан Вилхелм фон Шерфенберг
Йохан Вилхелм фон Шерфенберг (на немски: Johann Wilhelm von Schärffenberg; * 1610; † 1647) е граф от род Шерфенберг.

## Произход
Той е син на Карл фон Шерфенберг, господар на Шпигелберг (1549 – 1610), и втората му съпруга Поликсена фон Рогендорф († 1614), дъщеря на фрайхер Йохан Вилхелм фон Рогендорф (1531 – 1590) и графиня Анна фон Вид († 1590). Братовчед е на граф Йохан Ернст фон Шерфенберг, който е осъден за предателство от Валенщайн.
Внукът му Хуго Франц фон Кьонигсег-Ротенфелс (* 7 май 1660, Виена; † 6/9 декември 1720, Бон) е епископ на Лайтмериц (1711 – 1720).

## Фамилия
Йохан Вилхелм се жени сл. 25 февруари 1634 г. за графиня Мария Максмилиана фон Харах-Рорау (1608 – 1662), вдовица на граф Адам Ердман Трцзка з Липи († 1634, убит в дворец Егер), дъщеря на граф Карл Франц фон Харах-Рорау (1570 – 1628) и фрайин Мария Елизабет фон Шратенбах (1573 – 1653). Тя е 'Фройлайнхофмайстерин' в двора на Елеонора II Гонзага, вдовицата на император Фердинанд III. Те имат седем деца:
- Карл Франц фон Шерфенберг, женен за Франциска Елеонора фон Ламберг
- Франц фон Шерфенберг
- Мария Поликсена фон Шерфенберг († 9 септември 1683), омъжена на 13 октомври 1658 г. за граф Леополд Вилхелм фон Кьонигсег-Ротенфелс (* 25 май 1630, Именщат; † 15 февруари 1694, Виена), имперски вицеканцлер
- Мария Катарина фон Шерфенберг
- Мария Елизабет фон Шерфенберг, омъжена пр. 1667 г. за Йохан Франц Леополд Карл Колона фон Фьолз († 12 юни 1681, Виена)
- Максимилиан Ернст фон Шерфенберг († 1713)
- Зигизмунд Фридрих фон Шерфенберг († 1688, Белград в битка)